# Сейдеминуха
Сейдеминуха — проміжна залізнична станція Херсонської дирекції Одеської залізниці на лінії Дубки — Снігурівка між станціями Березнегувате (10 км) та Туркули (10 км). Розташована на межі Баштанського району Миколаївської та Бериславського району Херсонської областей, неподалік села Яковлівка Баштанського району.

## Історія
Станція відкрита в 1925 році під час будівництва залізниці Апостолове — Снігурівка. Первинна назва станції — Велика Сейдеменуха. У 1927 році перейменована на Калініндорф від назви розташованого неподалік райцентру (нині селище Калинівське). У 1944 році село було перейменоване на Калінінське, а в 2016 — на Калинівське, при цьому станція не змінювала свою назву.
Сучасна назва з 2025 року.

## Пасажирське сполучення
З 24 лютого 2022 року, через повномасштабне російське вторгнення в Україну, рух поїздів на дільниці Миколаїв-Вантажний — Апостолове було тимчасово припинено, а з 10 жовтня 2023 року відновлено рух поїздів лише на дільниці Миколаїв-Вантажний — Біла Криниця.
До російського повномасштабного вторгнення в Україну приміське сполучення здійснювалось щоденно поїздами:
- Миколаїв-Вантажний — Апостолове (через Миколаїв, Копані, Херсон, Херсон-Східний, Снігурівку);
- Херсон — Апостолове[4].

Поїзди далекого слідування курсували через станцію без зупинок.